# Восстановление картриджей
Восстановление картриджа — комплекс процедур по чистке, ремонту и заполнению тонером отработавшего свой ресурс картриджа для лазерного принтера, позволяющий регенерировать печатающие свойства картриджа на протяжении нескольких циклов.
Восстановление картриджей — одна из технологий повторного использования расходных материалов. Восстановление предполагает не только заполнение отработавшего свой ресурс картриджа тонером, но и диагностику, очистку, промывку, полировку, а при необходимости и замену подверженных износу компонентов картриджа. Это отличает технологию восстановления от заправки картриджей.
В промышленных масштабах технологии восстановления подлежат только картриджи для лазерных принтеров. Печатающие свойства струйных и прочих картриджей регенерируются с помощью технологии заправки.
Также:
Восстановление картриджей — отрасль перерабатывающей промышленности, объединяющая организации, занимающиеся перепроизводством отработавших свой ресурс картриджей для лазерных принтеров.

## Технология
Восстановление картриджей производится с использованием запатентованных расходных материалов,что делает эту отрасль легитимной наряду с производителями печатающей техники.
Восстановление печатающих свойств картриджа проводится по двум направлениям:
Профилактическое восстановление.
Позволяет отработать картриджу гарантированно один рабочий цикл.
Включает в себя:
- полную разборку картриджа;
- очистку корпуса картриджа;
- технологическую обработку всех деталей картриджа, подвергающихся износу (очистку, промывку, полировку специальными растворами),
- при необходимости замену деталей на новые (износу подвергаются такие детали, как: вал первичного заряда, магнитный вал, вайпер, дозирующее лезвие, фетровые уплотнители);
- заполнение тонером;
- установку интеллектуального ЧИПа[5];
- заключительное тестирование качества печати;
- установку гарантийной пломбы и фирменную упаковку.

Полное восстановление.
Полное восстановление с заменой комплектующих позволяет отработать картриджу гарантированно один рабочий цикл и произвести 1-2 профилактических восстановления, в зависимости от режима печати и модели картриджа.
Полное восстановление включает в себя: все работы по профилактическому восстановлению и обязательную замену фотовала (фотобарабана).

## Преимущества
Экономичность.
Восстановление позволяет отработать одному картриджу в среднем около 10 циклов(что отличает технологию восстановления от заправки картриджей). Это позволяет экономить до 50 % средств, расходуемых на печать.
| Принтер/картридж                       | Цена копии оригинального картриджа в рублях (на 2014 г.) | Цена копии заправленного/восстановленного картриджа в рублях (на 2014 г.) |
| -------------------------------------- | -------------------------------------------------------- | ------------------------------------------------------------------------- |
| Kyocera FS 2100/TK-3100                | 0,33                                                     | 0,1-0,14                                                                  |
| Xerox Phaser 3600/106R01371            | 0,49                                                     | 0,1-0,17                                                                  |
| HP LJ Enterprise 500 M525/CE255X Black | 0,65                                                     | 0,1-0,28                                                                  |

Экологичность.
Для производства одного картриджа для лазерного принтера необходимо в среднем 3,3 литра нефти; это эквивалентно 1 литру бензина или
0,0037 кубометрам углекислого газа. Многократное использование расходных материалов существенно сокращает выброс в окружающую среду опасных отходов (отходы картриджей, применяемые в лазерных принтерах, являются сложным отходом, состоящим из различных пластмасс и тонера).
Качество.
Засыпаемый в картриджи запатентованный тонер по своим рабочим характеристикам не уступает оригинальному, а ресурс печати (количество копий, отпечатанных одним картриджем) восстановленного картриджа сопоставим или превышает установленный вендорами.

## Взаимодействие с производителями принтеров
Взаимоотношения производителей печатающей техники (вендоров) с компаниями, предоставляющими услуги восстановления картриджей (речарджеров) неоднозначны:
- с одной стороны, вендоры не заинтересованы в развитии индустрии восстановления картриджей, так как преимущественную долю прибыли они получают именно от продажи расходных материалов к принтерам;
- с другой стороны, речарджеры формируют здоровую конкурентную среду, в которой потребитель может выбирать между различными видами расходных материалов для печатающей техники.

Защищая свою интеллектуальную собственность, производители печатающей техники инициируют судебные разбирательства по отношению к производителям расходных материалов для восстановления картриджей. Все чаще суды признают легитимным производство запатентованных расходных материалов сторонними организациями.
Осознавая экологичность вторичного использования картриджей, вендоры разрабатывают свои программы по восстановлению и утилизации картриджей
Изначально вендоры в гарантийной документации к печатающей технике категорически заявляли о прекращении действия гарантии на принтер, в котором использовались неоригинальные картриджи.
Однако, под давлением антимонопольных организаций, производителями была изменена формулировка, касающаяся эксплуатации картриджей сторонних производителей.
Так, в случае поломки принтера, в котором использовались неоригинальные картриджи, компания Hewlett-Packard примет принтер на диагностику Сервисным центром. В случае, если установленная причина неисправности окажется не связанной с использованием неоригинальных картриджей, будет произведен гарантийный ремонт принтера по гарантии производителя.

## Обзор рынка
Восстановление картриджей проводят:
- некоторые производители[10] печатающей техники (восстанавливают только картриджи собственного производства),
- компании, специализирующиеся на восстановлении картриджей ведущих производителей (чаще всего это организации, оказывающие полный комплекс услуг по обеспечению бесперебойной печати).

В России весь объём рынка расходных материалов для лазерной печати составляет более 16 млн шт. в год, или 53 млрд руб. Объём рынка восстановления лазерных картриджей в России составляет около 4 млн шт. в год.

## Регулирующие организации
В отрасли восстановления картриджей для лазерных принтеров существует ряд организаций, регулирующих этот вид деятельности:
ETIRA — Ассоциация европейских речарджеров, которая отстаивает интересы отрасли восстановления картриджей и борется с распространением нелегитимных совместимых картриджей.
Standardized Test Methods Committee (STMC) — международный комитет, который был сформирован для поиска и продвижения стандартизованных тестовых методов в индустрии картриджей для принтеров. Тестовые методы используются в целях оценки характеристик тонер-картриджей для принтеров.